# Stadsprijs Geraardsbergen 1963
De 32e editie van de Belgische wielerwedstrijd Stadsprijs Geraardsbergen werd verreden op 28 augustus 1963. De start en finish vonden plaats in Geraardsbergen. De winnaar was Willy Bocklant, gevolgd door Jef Planckaert en René Van Meenen.

## Uitslag
| Stadsprijs Geraardsbergen 1963 |                 |                     |      |
| Plaats                         | Naam            | Ploeg               | Tijd |
| Winnaar                        | Willy Bocklant  | Faema-Flandria      |      |
| 2                              | Jef Planckaert  | Faema-Flandria      |      |
| 3                              | René Van Meenen | Wiel's-Groene Leeuw |      |

1912 · 1913 · 1914–1926 · 1927 · 1928–1932 · 1933 · 1934 · 1935 · 1936 · 1937 · 1938 · 1939 · 1940 · 1941 · 1942 · 1943 · 1944 · 1945 · 1946 · 1947 · 1948 · 1949 · 1950 · 1951 · 1952 · 1953 · 1954 · 1955 · 1956 · 1957 · 1958 · 1959 · 1960 · 1961 · 1962 · 1963 · 1964 · 1965 · 1966 · 1967 · 1968 · 1969 · 1970 · 1971 · 1972 · 1973 · 1974 · 1975 · 1976 · 1977 · 1978 · 1979 · 1980 · 1981 · 1982 · 1983 · 1984 · 1985 · 1986 · 1987 · 1988 · 1989 · 1990 · 1991 · 1992 · 1993 · 1994 · 1995 · 1996 · 1997 · 1998 · 1999 · 2000 · 2001 · 2002 · 2003 · 2004 · 2005 · 2006 · 2007 · 2008 · 2009 · 2010 · 2011 · 2012 · 2013 · 2014 · 2015 · 2016 · 2017 · 2018 · 2019 · 2020 · 2021 · 2022